# Deflexilodes similis
Deflexilodes similis är en kräftdjursart som beskrevs av Edward Lloyd Bousfield och Chevrier 1996. Deflexilodes similis ingår i släktet Deflexilodes och familjen Oedicerotidae. Inga underarter finns listade i Catalogue of Life.